# Олмос, Эдвард Джеймс
Э́двард Джеймс О́лмос (англ. Edward James Olmos, род. 24 февраля 1947, Лос-Анджелес, Калифорния, США) — американский актёр, режиссёр, продюсер, певец и общественный деятель. Лауреат премий «Эмми», «Золотой глобус» и «Сатурн».

## Ранние годы
Эдвард Джеймс Олмос родился и вырос в восточном Лос-Анджелесе, штат Калифорния, в семье сварщика Педро Ольмоса и его жены Элеоноры Хуисар, работавшей в центральной больнице Лос-Анджелеса. Его отец был мексиканским иммигрантом, а мать — американкой мексиканского происхождения. Элеонора встретила своего мужа во время посещения Мехико. Пара поженилась и у них родились трое детей: Питер, Эдвард и Эсперанса. Родители Эдди (так актёр предпочитает, чтобы его называли при общении) развелись, когда ему было 8 лет.
В детстве Олмос мечтал быть профессиональным игроком в бейсбол, завоевав в 14 лет титул чемпиона (англ. the Golden State Batting Champion) штата Калифорния. В это же время юноша увлёкся пением и игрой на пианино. В 1961 году он вместе с другом создал рок-группу под названием Pacific Ocean и стал её вокалистом. В течение нескольких лет Pacific Ocean успешно выступал в клубах Лос-Анджелеса, в 1968 году рок-музыканты смогли выпустить альбом Purgatory.
В 1964 году Эдвард Олмос, окончив среднюю школу, поступил в колледж восточного Лос-Анджелеса, а затем и Университет штата Калифорния. Вначале он изучал психологию и криминологию, но впоследствии перешёл на курс актёрского мастерства, продолжая давать концерты со своей группой. После того как Pacific Ocean распалась, Олмос, у которого уже было двое детей, занялся доставкой антикварной мебели, чтобы поддержать семью.

## Карьера
В начале 1970-х годов Олмос, продолжая заниматься антиквариатом, по вечерам работал в экспериментальном театре, а затем начал появляться в эпизодических ролях злодеев в таких телесериалах как «Коджак», «Гавайи 5-O», «Старски и Хатч». Первым его прорывом стала главная роль в мюзикле «Костюм фасона „зут“». Пьеса попала на Бродвей, и за роль Эль Пачуко Олмос был номинирован на театральную премию «Тони», получив положительные отзывы критиков, а в 1981 году мюзикл «Костюм фасона „зут“» был экранизирован. После этого актёр появляется в ролях второго плана в различных фильмах, включая культовый научно-фантастический фильм «Бегущий по лезвию», а также сыграл главную роль в историческом — «Баллада о Грегорио Кортесе».
С 1984 по 1989 год Эдвард Джеймс Олмос исполнял роль лейтенанта Мартина Кастилло в телесериале NBC «Полиция Майами» вместе с Доном Джонсоном и Филиппом Майклом Томасом, за что в 1985 году был награждён премиями «Эмми» и «Золотой глобус». В этом же сериале выступил в качестве режиссера в 9 серии 2-го сезона - "Засада" (Bushido). Это был режиссерский дебют Олмоса.
Вернувшись в кино, актёр получил в 1988 году номинацию на премию «Оскар» как лучший актёр за биографическую роль учителя математики Хайме Эскаланте в фильме «Выстоять и сделать». В 1992 году выступил режиссером в фильме «Американизируй меня», где Олмос также выступил и как актёр, сыграв Сантану — влиятельного босса «мексиканской мафии» в конце 1960-х годов. В 1995 году за роль в телефильме «Огненный сезон» актёр получил свой второй «Золотой глобус». В 1997 году Олмос сыграл в фильме «Селена» отца певицы Селены Кинтанилья, роль которой исполнила Дженнифер Лопес.
В 2001 году Олмосу досталась роль диктатора Доминиканской Республики Рафаэля Трухильо в фильме «Времена бабочек». Он также сыграл судью Роберто Мендоса в двух эпизодах драматического телесериала NBC «Западное крыло». Свой второй фильм «Забастовка» Эдвард Джеймс Олмос снял в 2006 году, рассказав в нём о крупнейшей в США студенческой забастовке латиноамериканцев в 1968 году.
С 2003 года Олмос исполнял роль Уильяма Адамы в фантастическом мини-сериале, а затем телесериале «Звёздный крейсер „Галактика“», ремейке версии 1978 года, и в телефильмах по мотивам телесериала. За эту роль он получил премию «Сатурн» 2009 года в номинации «Лучший актёр телесериала». Олмос выступил также режиссёром телефильма «Звёздный крейсер «Галактика»: План».
После завершения работы над «Планом» Эдвард Джеймс Олмос принял предложение сыграть в новом фильме Мишеля Гондри «Зелёный Шершень» по одноимённому комиксу о супергерое Бритте Рейде. В 2010 году актёр снялся в одном из эпизодов «C.S.I.: Место преступления Нью-Йорк». В 2011 году он присоединился к съёмочной группе сериала «Декстер», в качестве одного из ведущих приглашённых актёров шестого сезона.
В 2015 году Эдвард Джеймс Олмос был приглашён компанией Marvel в команду сериала Агенты «Щ.И.Т.» на роль агента Роберта Гонзалеса.

## Личная жизнь
В 1971 году Эдвард Джеймс Олмос женился на Кайе Кил (развелись в 1992 году), дочери актёра Ховарда Кила, с которой познакомился в ночном клубе, где выступала группа «Тихий океан». В браке у них родились двое сыновей: Боди и Мико, оба ставшие актёрами. Актёр имеет трёх приёмных детей: сыновей — Майкла Д. и Брэндона, а также дочь — Тамико.
В 1994 году он женился на актрисе Лоррейн Бракко, которая развелась с ним в 2002 году после пяти лет раздельной жизни. В том же году состоялась третья свадьба Олмоса с пуэрто-риканской актрисой Лимари Надаль, которая моложе мужа на 31 год.
В 2007 году актёр получил мексиканское гражданство.

## Избранная фильмография
| Год       |    | Русское название                     | Оригинальное название          | Роль                        |
| --------- | -- | ------------------------------------ | ------------------------------ | --------------------------- |
| 1976      | с  | Женщина-полицейский                  | Police Woman                   | Хокинс                      |
| 1977      | с  | Старски и Хатч                       | Starsky and Hutch              | Хулио Гутьерес              |
| 1977      | с  | Гавайи 5-O                           | Hawaii Five-O                  | танцор                      |
| 1980      | ф  | Вирус                                | 復活の日                       | капитан Лопес               |
| 1981      | ф  | Волки                                | Wolfen                         | Эдди Холт                   |
| 1982      | ф  | Бегущий по лезвию                    | Blade Runner                   | Гафф                        |
| 1982—1984 | с  | Блюз Хилл-стрит                      | Hill Street Blues              | Джо Бастамонте / судья Крус |
| 1984      | мф | Навсикая из Долины ветров            | 風の谷のナウシカ               | Мито                        |
| 1984—1989 | с  | Полиция Майами                       | Miami Vice                     | лейтенант Мартин Кастильо   |
| 1986      | ф  | Спасительная милость                 | Saving Grace                   | Чолино                      |
| 1988      | ф  | Выстоять и сделать                   | Stand and Deliver              | Хайме Эскаланте             |
| 1989      | ф  | Триумф духа                          | Triumph of the Spirit          | цыган                       |
| 1991      | ф  | Игрок от Бога                        | Talent For The Game            | Верджил Суит                |
| 1992      | ф  | Американизируй меня                  | American Me                    | Монтойя Сантана             |
| 1993      | ф  | Даже девушки-ковбои иногда грустят   | Even Cowgirls Get the Blues    | музыкант                    |
| 1994      | ф  | Миллион для Хуана                    | A Million to Juan              | ангел                       |
| 1994      | тф | Огненный сезон                       | The Burning Season             | Уилсон Пенейро              |
| 1995      | ф  | Моя семья                            | My Family                      | Пако                        |
| 1995      | с  | 500 наций                            | 500 Nations                    | н/д                         |
| 1995      | мс | Волшебный школьный автобус           | The Magic School Bus           | мистер Рамон                |
| 1995      | тф | Раб снов                             | Slave Of Dreams                | Потифар                     |
| 1996      | с  | Прогулка мертвеца                    | Dead Man’s Walk                | капитан Саласар             |
| 1997      | ф  | Селена                               | Selena                         | Абрахам Кинтанилья          |
| 1997      | тф | 12 разгневанных мужчин               | 12 Angry Men                   | присяжный № 11              |
| 1998      | с  | Прикосновение ангела                 | Touched by an Angel            | полковник Виктор Уоллс      |
| 1999      | тф | Новый дон 2                          | Bonanno: A Godfather’s Story   | Сальваторе Маранзано        |
| 1999—2000 | с  | Западное крыло                       | The West Wing                  | судья Роберто Мендоса       |
| 2000      | мф | Дорога на Эльдорадо                  | The Road to El Dorado          | вождь                       |
| 2000      | ф  | Сплетня                              | Gossip                         | детектив Кертис             |
| 2003      | с  | Звёздный крейсер «Галактика»         | Battlestar Galactica           | Уильям Адама                |
| 2004      | мс | Бэтмен                               | Batman: The Animated Series    | шеф Анхель Рохас            |
| 2004—2009 | с  | Звёздный крейсер «Галактика»         | Battlestar Galactica           | Уильям Адама                |
| 2007      | тф | Звёздный крейсер «Галактика»: Лезвие | Battlestar Galactica: Razor    | Уильям Адама                |
| 2008      | ф  | Крошка из Беверли-Хиллз              | Beverly Hills Chihuahua        | доберман Эль Дьябло         |
| 2009      | в  | Звёздный крейсер «Галактика»: План   | Battlestar Galactica: The Plan | Уильям Адама                |
| 2010      | ф  | Я всё ещё здесь                      | I’m Still Here                 | в роли самого себя          |
| 2010      | с  | C.S.I.: Место преступления Нью-Йорк  | CSI: NY                        | Лютер Деварро               |
| 2011      | ф  | Зелёный Шершень                      | The Green Hornet               | Майк Эксфорд                |
| 2011      | с  | Декстер                              | Dexter                         | профессор Джеймс Геллар     |
| 2011      | с  | Эврика                               | Eureka                         | пёс Руди                    |
| 2012      | с  | Портландия                           | Portlandia                     | в роли самого себя          |
| 2013      | ф  | Два ствола                           | 2 Guns                         | Папи Греко                  |
| 2015      | с  | Агенты «Щ.И.Т.»                      | Agents of S.H.I.E.L.D.         | Роберт Гонсалес             |
| 2015      | мс | Симпсоны                             | The Simpsons                   | Пит Мастер                  |
| 2016      | с  | Нарко                                | Narcos                         | Чучо Пенья                  |
| 2017      | ф  | Бегущий по лезвию 2049               | Blade Runner 2049              | Гафф                        |
| 2017      | мф | Тайна Коко                           | Coco                           | Чичаррон                    |
| 2018—2019 | мс | Елена — принцесса Авалора            | Elena of Avalor                | король Пескоро              |
| 2018—2019 | с  | Майянцы                              | Mayans MC                      | Фелипе Рейес                |
| 2019      | ф  | Путь домой                           | A Dog’s Way Home               | Аксель                      |
| 2019      | с  | Благослови этот бардак               | Bless This Mess                | Рэнди                       |

## Награды и номинации
| Награда                        | Год  | Категория                                                                    | Название работы              | Результат |
| ------------------------------ | ---- | ---------------------------------------------------------------------------- | ---------------------------- | --------- |
| Оскар                          | 1989 | Лучшая мужская роль                                                          | Выстоять и сделать           | Номинация |
| Золотой глобус                 | 1986 | Лучшая мужская роль второго плана в телесериале, мини-сериале или телефильме | Полиция Майами               | Победа    |
| Золотой глобус                 | 1989 | Лучшая мужская роль второго плана в телесериале, мини-сериале или телефильме | Полиция Майами               | Номинация |
| Золотой глобус                 | 1989 | Лучшая мужская роль в драматическом фильме                                   | Выстоять и сделать           | Номинация |
| Золотой глобус                 | 1995 | Лучшая мужская роль второго плана в телесериале, мини-сериале или телефильме | Огненный сезон               | Победа    |
| Эмми                           | 1985 | Лучшая мужская роль второго плана в драматическом телесериале                | Полиция Майами               | Победа    |
| Эмми                           | 1986 | Лучшая мужская роль второго плана в драматическом телесериале                | Полиция Майами               | Номинация |
| Эмми                           | 1995 | Лучшая мужская роль второго плана в мини-сериале или телефильме              | Огненный сезон               | Номинация |
| Независимый дух                | 1989 | Лучшая мужская роль                                                          | Выстоять и сделать           | Победа    |
| Сатурн                         | 2007 | Лучший телеактёр                                                             | Звёздный крейсер «Галактика» | Номинация |
| Сатурн                         | 2008 | Лучший телеактёр                                                             | Звёздный крейсер «Галактика» | Номинация |
| Сатурн                         | 2009 | Лучший телеактёр                                                             | Звёздный крейсер «Галактика» | Победа    |
| Сатурн                         | 2012 | Лучшая гостевая роль в телесериале                                           | Декстер                      | Номинация |
| Премия Гильдии киноактёров США | 2012 | Лучший актёрский состав в драматическом сериале                              | Декстер                      | Номинация |

### Признание
Актёр был удостоен звезды на голливудской «Аллее славы» за вклад в киноиндустрию в свой 45-летний день рождения в 1992 году.
В честь Эдварда Джеймса Олмоса назван астероид 5608 Olmos в Главном поясе астероидов между орбитами Марса и Юпитера (с периодом обращения вокруг Солнца — 1567,8586879 дней или 4,29 года).